# Ritza Papaconstantinou
Ritza Papaconstantinou, född 2 mars 1972 i Brännkyrka, är en svensk programpresentatör och speaker. Papaconstantinou arbetar på SVT sedan 2004. Hon är även skådespelerska och har haft roller i TV-serien Tre Kronor och långfilmen Känd från TV. Ritza Papaconstantinou är syster till Alexander Papaconstantinou.